# Afaka-Schrift
Die Afaka-Schrift ist eine Silbenschrift, die zum Schreiben der Kreolsprache Aukaans im heutigen Suriname verwendet wird.
Sie wurde im Jahr 1910 von Afáka Atumisi erfunden. Die Schrift weist keine Ähnlichkeiten zu irgendeiner anderen Schrift auf, die Silbenzeichen scheinen akrophonischen Ursprungs zu sein. Die Schrift besitzt einige Unzulänglichkeiten, so werden weder die Laute -m und -n am Silbenende, noch der Ton markiert.